# 贝尔内库尔
贝尔内库尔（法語：Bernécourt）是法国默尔特-摩泽尔省的一个市镇，属于图勒区（Toul）艾埃地区多梅夫尔县（Domèvre-en-Haye）。该市镇总面积9.38平方公里，2009年时的人口为167人。

## 人口
贝尔内库尔人口变化图示